# کلیسای ساینتولوژی

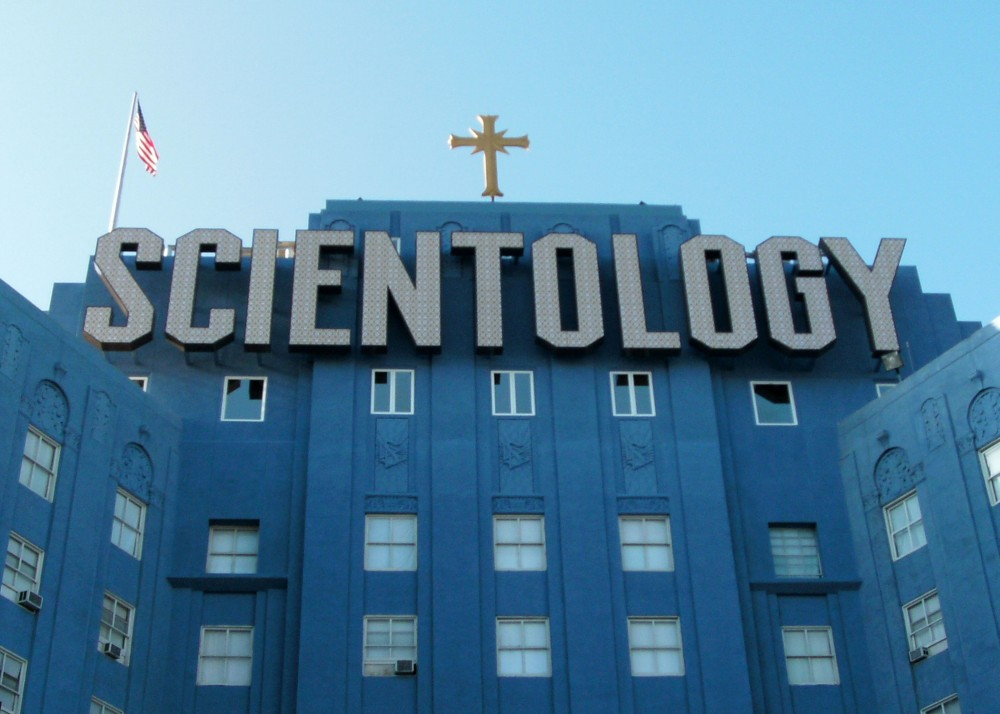
ساختمان کلیسای ساینتولوژی در لس آنجلس

کلیسای ساینتولوژی (به انگلیسی: Church of Scientology) سازمانی است با هدف انجام و ترویج عقاید ساینتولوژی. کلیسای بین‌الملل ساینتولوژی سازمان مادر کلیسای ساینتولوژی است و مسئول مدیریت کلی کلیساهای ساینتولوژی است. با این وجود هر یک از کلیساهای ساینتولوژی گروه مدیریت جداگانهٔ خود را دارند.

## نگارخانه

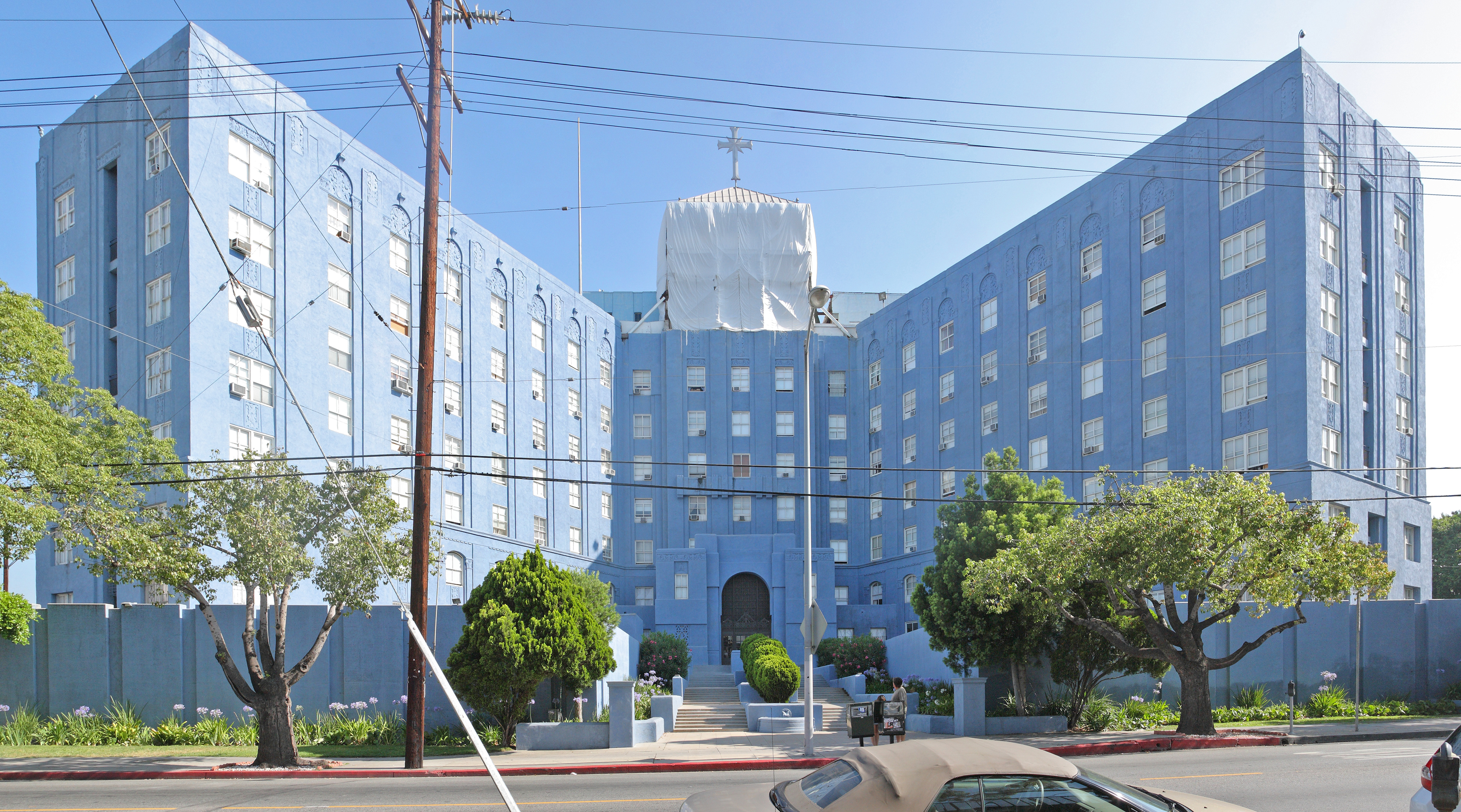
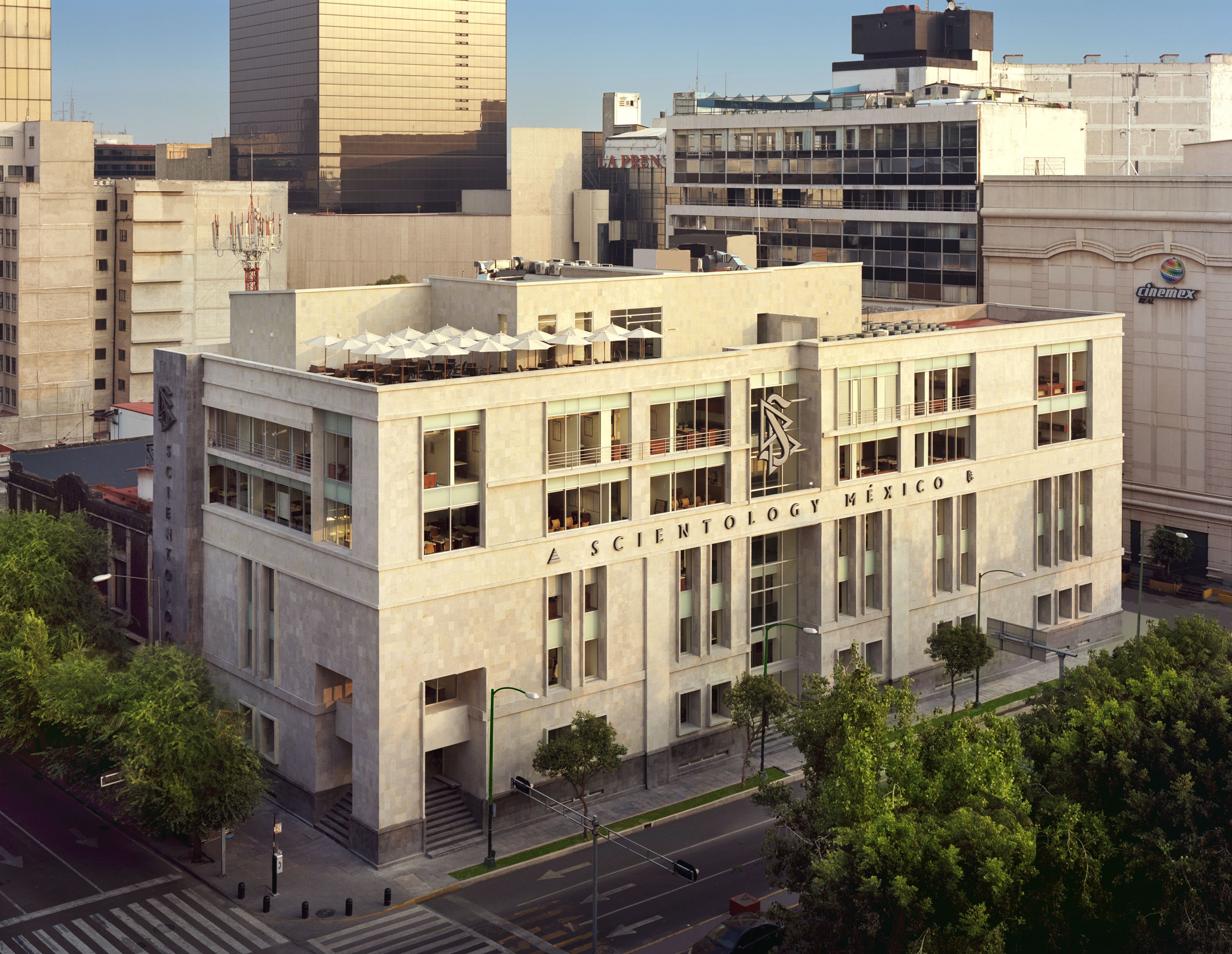
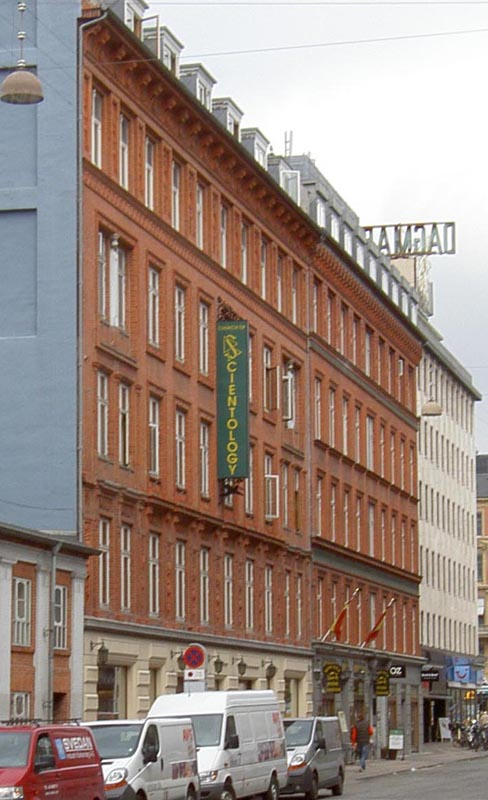
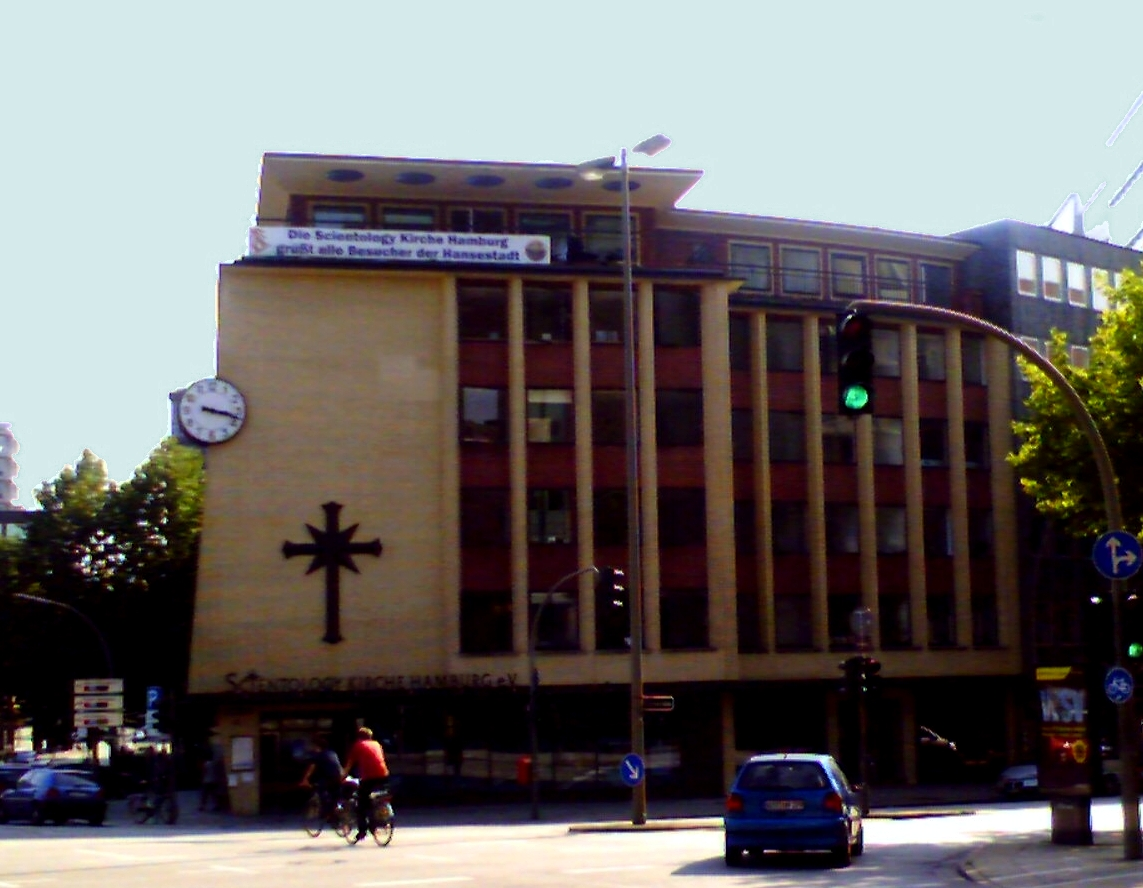
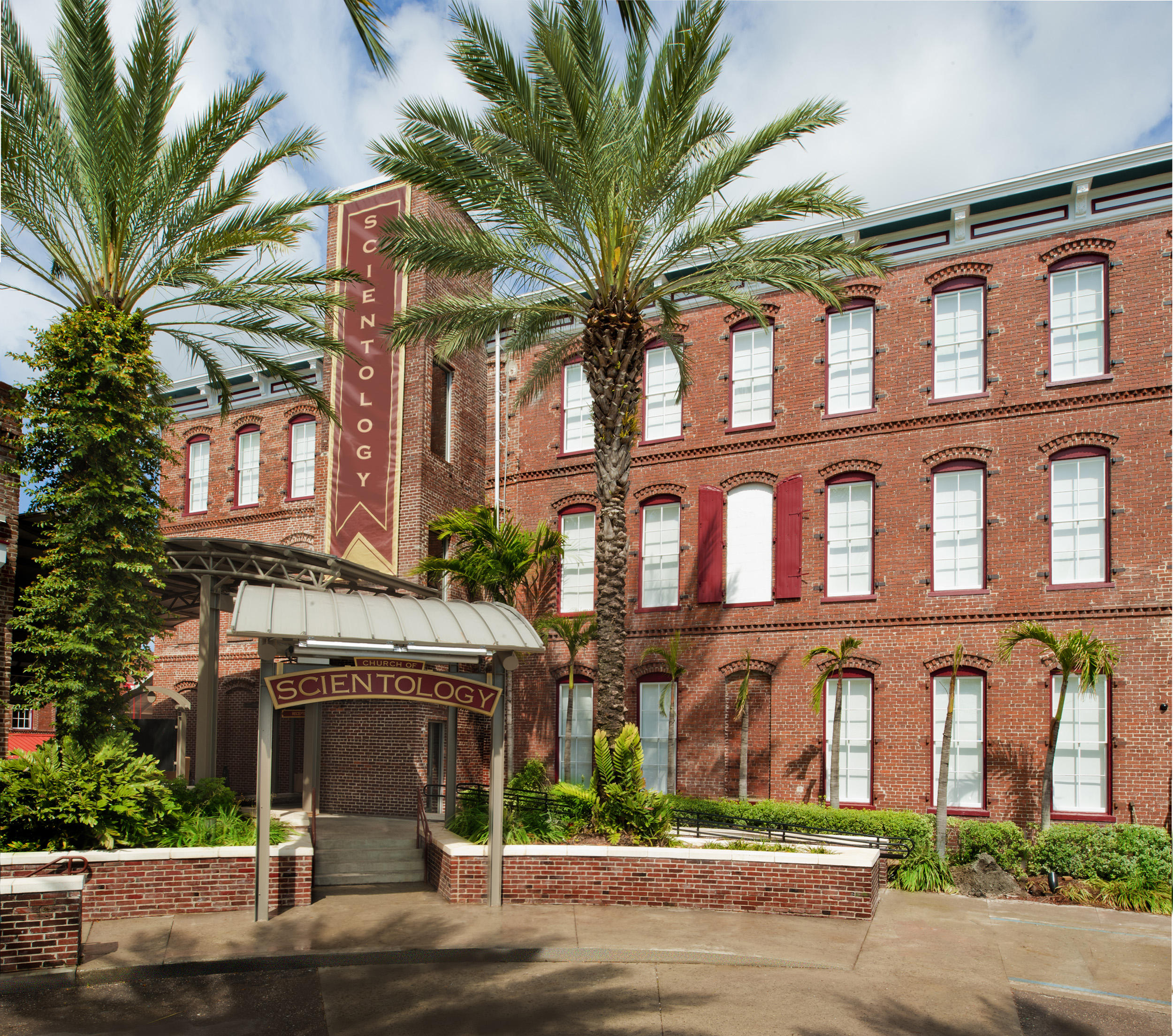
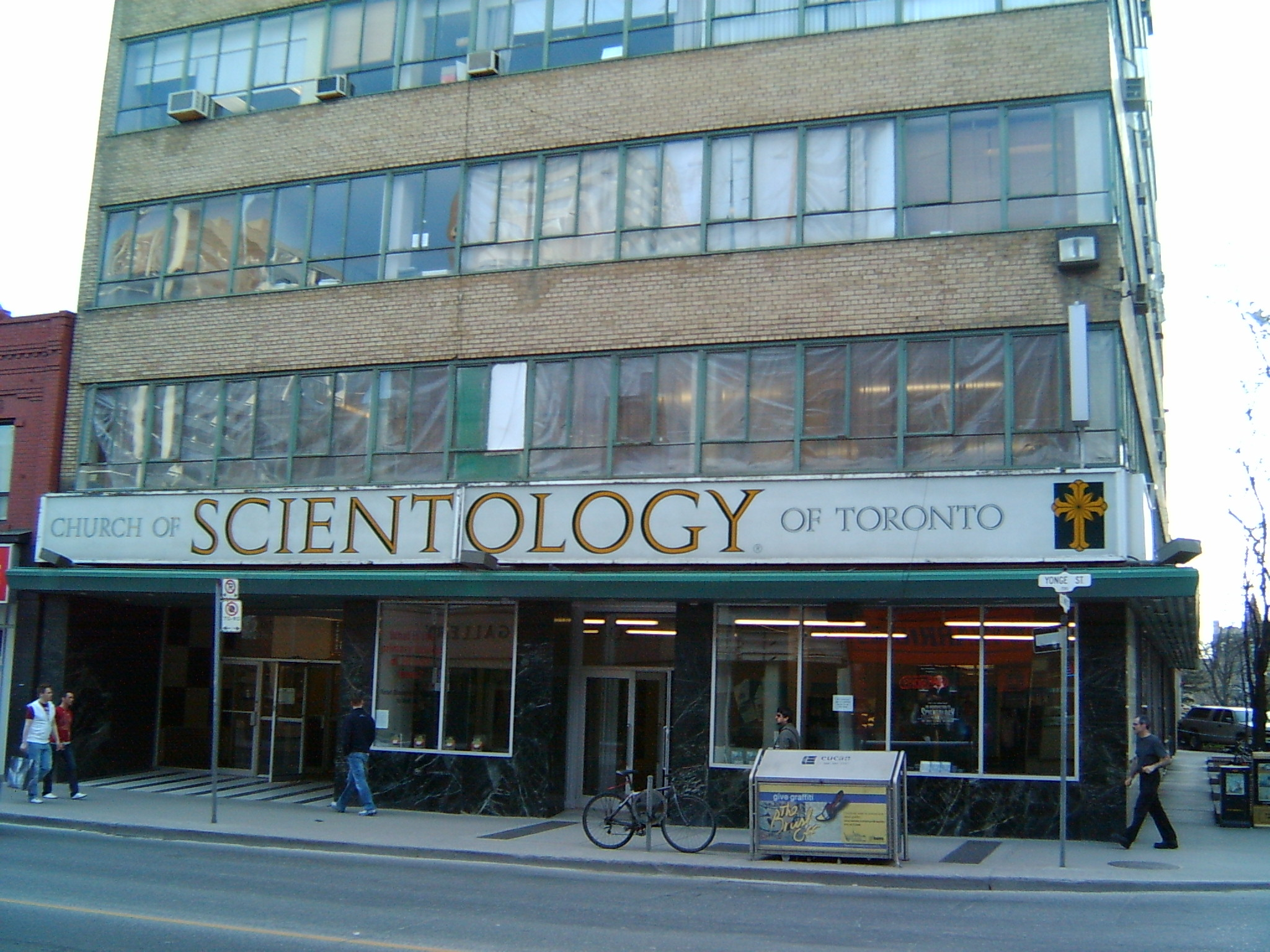
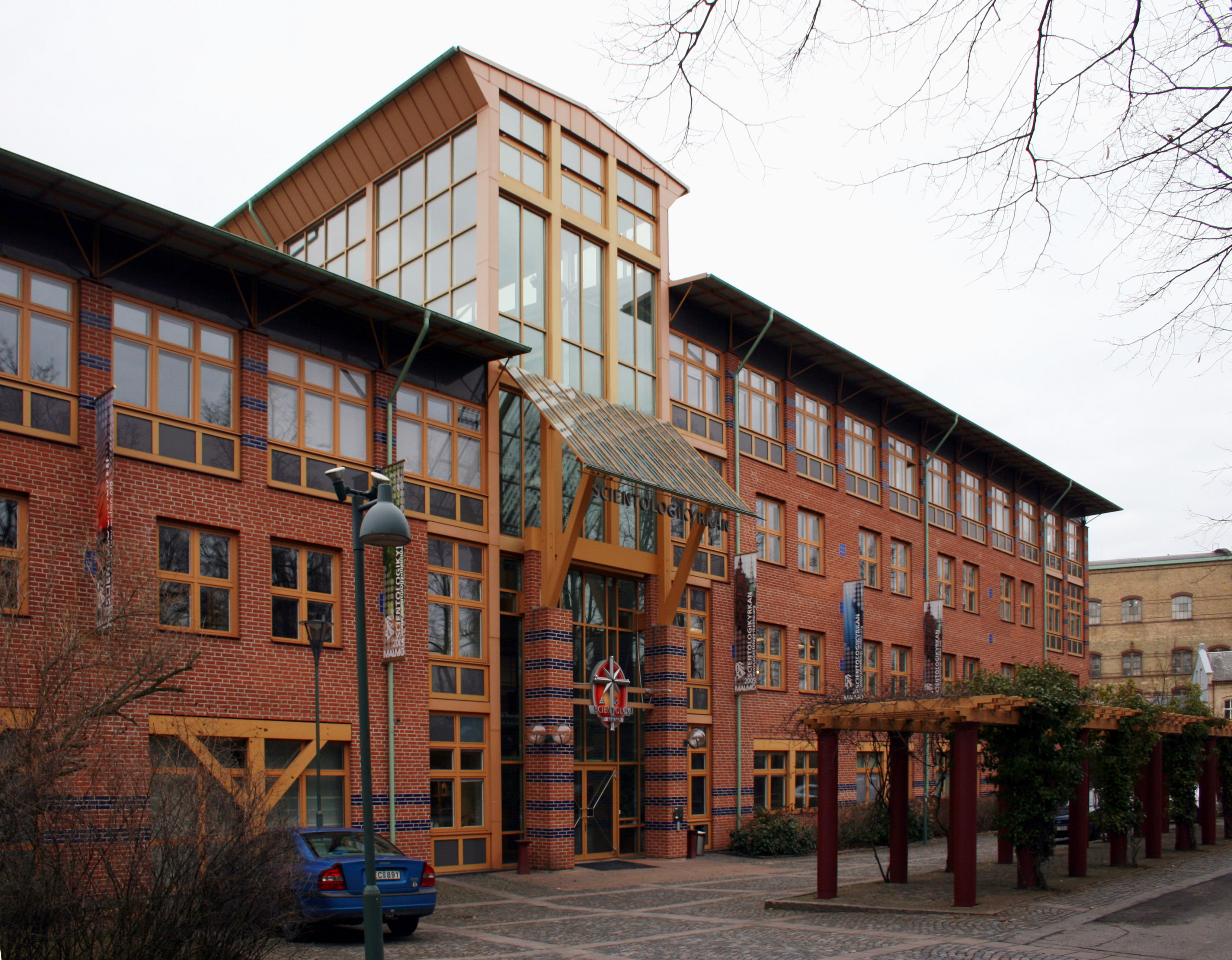